# Ishal
En ishal eller en skøjtehal er et indendørs idrætsanlæg, som er beregnes til udøvelse af sportsgrene, som udøves på is. Idrætsanlægget kan benyttes til idrætsgrene som bandy, curling, ishockey, kunstskøjteløb, skøjteløb på tid (kortbaneløb på skøjter og hurtigløb på skøjter) og frit skøjteløb. Selve isbanen har ofte karakter af en skøjtebane og er typisk omgivet af tilskuertribuner.
Ishaller er i nogle dele af verden en forudsætning for at kunne udøve de idrætsgrene, der kræver is, eftersom sæsonen ellers bliver for kort pga. varme.
En ishal kan have karakter af en multihal, der benyttes til en række af idrætsgrene på is, men den kan også være målrettet til en specifik issport såsom ishockey, curling eller hurtigløb på skøjter.
I Nordamerika er det almindeligt med ishaller, der primært benyttes til ishockey, hvorfor disse ofte kaldes for ishockeyarenaer.

## Ishaller i Danmark
Der findes i alt 17 skøjtehaller, ifølge Dansk Skøjte Union i byerne: Esbjerg, Frederikshavn, Gentofte, Gladsaxe, Herlev, Herning, Hvidovre, Hørsholm, Kastrup, Odense, Rødby, Rødovre, Silkeborg, Vojens, Østerbro, Aalborg, Aarhus 
Brøndbyhallen blev i 1994 ombygget fra ishal til sportshal med trægulv. 